# 산호세데마요

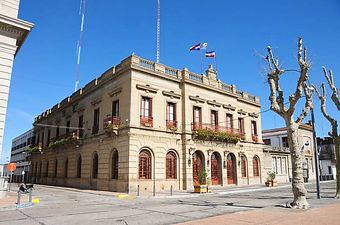
산호세데마요

산호세데마요(스페인어: San José de Mayo)는 우루과이 남부에 위치한 도시로 산호세주의 주도이며 인구는 36,743명(2011년 기준)이다. 도시가 신설된 시기는 1783년이다.